# Els tres desitjos de Cendrellosa
Els tres desitjos de Cendrellosa (títol original en noruec, Tre nøtter til Askepott) és una pel·lícula de fantasia noruega del 2021 basada en la pel·lícula de producció txecoslovaca i alemanya oriental La Ventafocs (1973). S'ha doblat al valencià per a À Punt, amb el castellanisme d'Els tres desitjos de Cenicienta.

## Repartiment
- Astrid Smeplass com la Ventafocs
- Cengiz Al com el príncep
- Ellen Dorrit Petersen com a madrastra
- Ingrid Giæver com a Dora
- Bjørn Sundquist com a Alfred
- Anne Marit Jacobsen com a Rosa
- Nader Khademi com el baró von Snauser
- Kristofer Hivju com el nuvi